# Comitatul Cardston, Alberta
Comitatul Cardston, din provincia Alberta, Canada  este un district municipal situat în sud în Alberta. Districtul se află în Diviziunea de recensământ 3. El se întinde pe suprafața de 3,414.87 km2  și avea în anul 2011 o populație de 4,167 locuitori.
Cities Orașe
--
Towns Localități urbane
- Cardston
- Magrath

Villages
- Glenwood
- Hill Spring

Villages Sate
- Glenwood
- Hill Spring

Summer villages Sate de vacanță
--
Hamlets, cătune
- Aetna
- Beazer
- Carway
- Del Bonita
- Kimball
- Leavitt
- Mountain View
- Spring Coulee
- Welling
- Welling Station
- Woolford

Așezări
- Boundary Creek
- Bradshaw
- Caldwell
- Colles
- Glenwoodville
- Hacke
- Hartleyville
- Jefferson
- Owendale
- Parkbend
- Raley
- Taylorville
- Twin River
- Whiskey Gap

1. 1 2  Population and dwelling counts, for Canada, provinces and territories, and census subdivisions (municipalities), 2016 and 2011 censuses – 100% data (în engleză), 20 februarie 2019